# Chilinidae
Die Chilinidae sind eine nur in Südamerika vorkommende Familie kleinerer bis mittelgroßer Süßwasser-Schnecken aus der Ordnung der Lungenschnecken (Pulmonata). Einen anerkannten deutschen Namen gibt es nicht. Die Familie wird hier zur Unterordnung der Wasserlungenschnecken (Basommatophora) gerechnet.

## Merkmale
Die Gehäuse sind rechtsgewunden und spiralig, wobei der letzte Umgang vielfach deutlich vergrößert ist. Die Tiere können maximal 22 mm groß  werden (Chilina gibbosa). Sie sind gelb bis braun und zeigen vielfach ein Muster auf der Schale.

## Verbreitung und Lebensraum
Die Vertreter dieser Familie kommen nur in Südamerika (Argentinien, Chile usw.) vor. Sie leben in Fließgewässern und auch in Ästuaren.

## Biologie
Die Mantelhöhle (Lunge) ist teilweise rein mit Wasser gefüllt, soll in anderen Arten aber auch der Luftatmung dienen können.
Die Tiere können sich durch sandiges Weichsediment bewegen, leben aber auch auf Hartsubstrat. Beim Grabvorgang verändern sie ihren Körper etwas in Richtung stärkerer Stromlinienförmigkeit. Die Geschwindigkeit der Bewegung durch sandiges Sediment ist in der Größenordnung von 15 cm pro Stunde.
Die Ernährung ist möglicherweise unterschiedlich. In Aquarien wurde beobachtet, wie sie Steine besiedeln und das Periphyton abweiden, jedoch auch gezielt Weichsediment aufsuchen.
Die Schnecken beherbergen teilweise Vertreter der parasitischen Digenea (Gruppe der Saugwürmer).

## Paläontologie und Evolution
Fossil sind die Chilinidae ab dem unteren Pliozän Argentiniens bekannt. Sie bilden zusammen mit der Familie der Latiidae die Überfamilie Chilinoidea, welche eine relativ ursprüngliche und nur in der Südhemisphäre vorkommende Überfamilie der Hygrophila (Wasserlungenschnecken i. e. S.) darstellt.

## Systematik
Die Familie besteht nur aus der Gattung Chilina Gray, 1828 mit allerdings mehreren Arten. Nominell sind mindestens 59 Arten und Unterarten beschrieben worden, doch steht eine kritische taxonomische Revision aus. Im Folgenden eine Auswahl bekannterer Arten:
- Chilina dombeiana (Bruguiere, 1789)
- Chilina fluminea (Manton, 1809)
- Chilina fluctuosa (Gray, 1828)
- Chilina fulgurata Pilsbry, 1911
- Chilina gibbosa Sowerby, 1841
- Chilina megastoma H. Scott, 1958
- Chilina neuquenensis Marshall, 1933
- Chilina parchappei d’Orbigny, 1835